# Xã Sunfield, Michigan
Xã Sunfield (tiếng Anh: Sunfield Township) là một xã thuộc quận Eaton, tiểu bang Michigan, Hoa Kỳ. Năm 2010, dân số của xã này là 1.997 người.